# 固有名詞
固有名詞（こゆうめいし、英: proper noun）とは、同一の部類（つまり同一カテゴリ）に属する個々の事物を他と区別するために、ひとつひとつに与えられる特有の名称。同種類の事物からそれ以外に存在しない一つを区別するために、それのみに与えられた名称（名詞）のこと。名詞の一種で、普通名詞と対比されるものである。固有名とも。

## 概説
固有名は、一つの個体（指示物）を特定するための名前である。逆から言うと、ある名詞が固有名であるためには、その固有名によってひとつの指示物が特定できなければならない。
ロマンス諸語や英語などでは固有名詞の語頭は大文字で表記される。（ちなみに日本人名をローマ字表記する時、小文字を使っても最初の一文字は必ず大文字にするのは、これに倣っているのである。）人名でない固有名詞にはしばしば定冠詞もつけられる。
固有名（固有名詞）というのは、カテゴリと深い関係がある。固有名は、本来ならば、個々の事物によってすべて異なるはずであるが、実際には、同一の名称が複数のものに使われている。2つのものを呼ぶために同じ名称がつかわれても、使われるカテゴリが異なれば大丈夫なのである。たとえば日本ではかつて「ひかり」という名称が二つのもの、新幹線とタバコに使われたが、片方は鉄道列車で片方はタバコでカテゴリが異なっていたから大丈夫だったのである。たとえば英語圏で同じ「APPLE」（アップル）という名称が、二つの会社で使われることになったがそれでも、いちおうどちらも固有名として機能したのは類（カテゴリ）を異にしていたからである。片方はレコード会社（レコードレーベル）の名で、もう片方はパーソナルコンピュータの製造会社の名（およびパソコン製品の商標）で、両者はカテゴリが全然異なっていて、問題をこじらせないように、双方がたがいのカテゴリに参入しないようにしていたから、この名詞が固有名として使えた。この名称を聞いたり読んだりする人にとっては、どのカテゴリに関して「APPLE」という名が使われているか判れば、どちらを指しているかはっきりしたからである。
（※　それでも商標という観点では、何度も訴訟問題に発展した。それをアップル対アップル訴訟と言う。アップルコンピュータが楽曲のデジタル配信ビジネスを開始した段階で、カテゴリの垣根が無くなってしまい、再度問題が勃発した。）
逆に同じジャンルかつ同じ地域でこの問題が発生した場合、一方が名前を変えざるをえないというケースが多々起こる。例えば1990年代にオペルがコンパクトカー｢コルサ(旧日本名：ヴィータ)｣を日本で発売しようとした際、折しも同じくコンパクトカーであるトヨタ・コルサが存在したために日本での名称を変更した。この件に関してはトヨタ・コルサ消滅から約20年経過した2020年代に入って商標権の譲渡が行われ、オペル再参入時には元の名称｢コルサ｣の名称で販売が開始された。そしてコルサの件から10年ほど経過した2002年に今度は現代自動車が日本でコンパクトカー｢ゲッツ(Getz、日本名：TB)｣を販売しようしたところ、またもトヨタのコンパクトカー｢ヴィッツ(Vitz)｣と名称が似てしまい名称を変更している。ではなぜ他の国では｢ゲッツ｣の名称が用いられていたのかと言えば、それらの国では｢ヴィッツ｣ではなく｢ヤリス｣の名称を使用していたために問題なかったからである。このようなケースでメーカー間交渉や名称変更が行われた例は自動車に限っても他にヒュンダイ・エクセル(日産・スカイライン｢EXCEL｣の存在により｢1.5XL｣に変更)、カワサキ・ゼファー(フォードと交渉し使用権を獲得)、トヨタ・カローラ｢SE-L｣(名称の近似によりベンツからクレームが入り｢SEリミテッド｣に変更)、ダッジ・ジャーニー(いすゞ・ジャーニーの存在により｢JC｣に変更)、ダッジ・キャラバン(日産・キャラバンの存在と導入ブランドの関係で｢クライスラー・ボイジャー｣に変更)、ホンダ・プレリュード(トヨタより商標を譲渡)、フィアット・ブラーボ(同じ単語を語源とする三菱・ブラボーの存在により｢ブラビッシモ｣に変更)など、さして珍しいものではない。
人名の場合
同姓同名は、本当は区別のためには望ましくないのだが、人名の命名は通常いくつかのパターンの組み合わせで行うものなので、偶然というか、ある程度の確率で同姓同名は生じてしまい、これはやむをえない。
地名の場合
その名称を聞く人がある場所をひとつに特定できる段階まで、小カテゴリ→大カテゴリの順でカテゴリ名が付与されてゆく。たとえば「音羽 おとわ」だけで分かる場合はそれで済まされるが、それでひとつの場所に特定できない場合、最小カテゴリー名として「文京区」が付加される。つまり「文京区音羽」という名称で呼びこれで固有名となる。もしこの「文京区」を付加してもひとつの場所に特定できなければ、「東京都」が付加される。つまり「東京都文京区音羽」というのが固有名となる。なお、「東京都音羽」とはしないものである。最小カテゴリーをすっ飛ばして、いきなり大カテゴリは付与しない。通常、最小カテゴリーから順番に、ひとつに特定できるレベルまで、重層的にカテゴリを重ねてゆく。そして音羽の場合、通常「日本」は付与しない。（日本語の地名の場合）「日本」まで付与しなくても、特定できるからである。
なお、英語でも同様の原理でカテゴリ名が小→大の順で付加されてゆき（英語の場合は、後方に付加されてゆく）、やはり通常は国名までは挙げずに済む。ただし英語の地名では国名を省略して済ませられない場合が一部にある。英国は大英帝国時代に世界中に植民地を作ったので、世界各地に英語で同一の地名がある場合もあるので、英語の地名の一部には、その土地から離れた場所で文脈も分からずに聞く人がいる可能性がある場合は、混乱したり誤解してしまう可能性に配慮して国名まで列挙しなければならない場合がある。

## 主な固有名詞の種類と例
- 国名 - エジプト、ギリシャ、サンマリノ、インド、日本、カナダなど
- 地名 - ナポリ、コート・ダジュール、志賀高原、小豆島、神田、東京、アンデス山脈、マゼラン海峡など
- 人名 - John（ジョン）、Michel（ミシェル）、Joshua（ジョシュア）、Naomi（ナオミ）、マハトマ・ガンジー、ヴィラット・コーリ、太郎（たろう）、美子（よしこ）、ホセ、リオネル・アンドレス・メッシ・クッシッティーニ  ...など
- 書名 - 『聖書』、『二都物語』、『星の王子さま』、『吾輩は猫である』など

（日本語の場合、文章などと区別するために、通常『』や「」でくくる）
- 曲名 - Twinkle, twinkle, little star「きらきら星」、London Bridge Is Broken Down「ロンドン橋落ちた」、「上を向いて歩こう」など

英語では" " でくくったりイタリック体で表記し、日本語では「」や『』などでくくる。
- 映画のタイトル - 『レオン』『アバター』『誰が為に鐘は鳴る』など

英語では" " でくくったり斜字で表記し、日本語では『』や「」などでくくる。
- 建築物名・施設名 - エッフェル塔、アルハンブラ宮殿、クライスラー・ビルディング、国立代々木競技場など
- 天体名 - 木星（Jupiter）、シリウス、ケンタウルス座α星、マゼラン星雲など
- 集団(グループ)名 - ザ・ビートルズ、ザ・ドリフターズ、石原軍団、いきものがかり、BTS、Storrorなど
- 組織名、企業名（商標名） - ゼネラル・エレクトリック、トヨタ自動車、ヤマハ発動機、トライアンフ、BOSCH、ゼロックス、マイクロソフト、Googleなど
- 商標名・商品名 - GE、XEROX、HONDA、YAMAHA、TOYOTA、SONY、カブ、セロー、プリウス、PlayStation 4、eneloop、Windows、iPhone、Androidなど